# La Bête du Gévaudan (téléfilm, 1967)
Pour les articles homonymes, voir La Bête du Gévaudan.
La Bête du Gévaudan est un téléfilm français réalisé par Yves-André Hubert, inspiré d'événements du XVIIIe siècle, diffusé le 3 octobre 1967 sur l'ORTF.
Il s'agit du premier des quinze épisodes de la série télévisée Le Tribunal de l'impossible, produite par Michel Subiela.

## Synopsis

### Un monstre surgi de l'Enfer
L'action débute à la fin de l'été 1764 dans le Gévaudan, diocèse de la province de Languedoc - actuel département de la Lozère. Sur cette terre âpre couverte d'immenses forêts, les temps sont durs et la disette permanente.
Depuis plusieurs mois, une bête inconnue terrorise la population. Aussi rapide que féroce, elle a déjà attaqué une trentaine de femmes ou enfants. Au Malzieu - point d'ancrage du scénario - le jeune berger David Châteauneuf est trouvé allongé dans un champ, chapeau sur le visage comme s'il dormait. Mais sa figure est « rongée jusqu'à l'os » : on n'a « jamais rien vu d'aussi horrible ! »... Le soir même, chez le père de sa victime, la Bête laisse l'empreinte de ses griffes sur le rebord d'une fenêtre... Quelques jours plus tard, Madeleine Garret, âgée de 9 ans, est saignée comme par un boucher dans le jardin de ses parents, en allant chercher de l'eau à la nuit tombée.

### La lutte s'organise - Les Chastel
Est-ce un loup particulièrement cruel, doté de pattes d'ours ? Un mâtin redevenu sauvage ? Monsieur Lafont, subdélégué de l'intendant du Languedoc, vient de Mende coordonner les battues. Le capitaine Duhamel, du régiment de Clermont Prince, arrive en renfort avec ses dragons, qui prennent leurs quartiers au Malzieu. Face au fléau, l'évêque ordonne des prières de quarante-heures et l'exposition du Saint-Sacrement dans toutes les églises, « comme au temps des plus grandes calamités ». À Noël, il fait lire dans tout son diocèse un mandement durant la messe de minuit. Il y invite les fidèles à se demander si la Bête féroce n'est pas le châtiment divin de leurs « dérèglements »... 
Fin 1764, Marie Châteauneuf et sa mère, éprouvées par le sort de leur petit David, se confient au curé du Malzieu. La mise en scène de certains meurtres ne trahit-elle pas une intervention humaine ? Des rumeurs courent sur le village voisin de La Besseyre-Saint-Mary, qui domine la vallée. Ses habitants seraient des jeteurs de sorts. La famille du garde-chasse Jean Chastel alimente maints soupçons. Une mauvaise réputation s'attache notamment au fils Antoine, jadis capturé au large des Barbaresques par les Musulmans, qui en auraient fait un renégat. Il se terre dans les grottes de la Ténazière, entouré de ses seuls molosses. Marie rapporte la mésaventure, en novembre précédent, de sa cousine Murat demeurant au Couffour. De retour de la foire du Pouget avec sa servante, elle longe en charrette le bois de Favard. Soudain sa jument s'arrête, inquiète. Surgi des fourrés, Antoine Chastel vient examiner les pieds de l'animal. Affirmant qu'il boite, il propose aux deux femmes de les guider par un raccourci. Mais effrayée par l'aspect hirsute de l'homme, la cousine se hâte de reprendre son chemin tandis que Chastel disparaît en courant. Peu après, elle croise des chasseurs qui poursuivent la Bête réfugiée dans le bois. Antoine Chastel ne cherchait-il pas à y attirer des proies ? Natif de La Besseyre, le curé connaît bien Jean Chastel pour avoir gardé les troupeaux avec lui. Il tient pour sottises et même calomnies les bruits qui circulent sur son ami.

### Les échecs de Duhamel et Denneval
En février 1765, Duhamel organise de gigantesques chasses qui réunissent près de 140 paroisses et jusqu'à 27 000 hommes. Mais elles restent vaines. De plus, ses soldats suscitent l'hostilité de la population mobilisée contre son gré, voire sa raillerie lorsqu'il les travestit en paysannes dans l'espoir d'attirer la Bête, qui ne s'attaque pas aux hommes. Un jeune berger, Jacques Portefaix, lutte courageusement contre elle et manque de la tuer. En récompense, Louis XV se charge de son éducation pour en faire un officier.
Cependant, la situation prend des proportions inquiétantes. La presse s'empare de l'affaire ; en Angleterre, elle ridiculise même le pouvoir. Au printemps 1765, le ministre Saint-Florentin envoie sur place Monsieur Denneval. Meilleur louvetier de France, il a vaincu plus d'un millier de loups en un demi-siècle. Malgré son expérience, sa méthode et sa patience, les traques échouent. « Rusé » et même « d'une astuce diabolique », l'animal lui échappe de peu entre le Mont Chauvet et le Mont Grand. De façon troublante, la Bête épargne certaines personnes. Elle rend ainsi régulièrement visite à Bouqui, un berger vivant isolé dans sa cabane au sommet d'une montagne, et lutte amicalement avec lui jusqu'à épuisement.

### La victoire trompeuse de François Antoine
Début août 1765, Saint-Florentin dépêche en Gévaudan François Antoine dit (à tort) « d'Antoine de Beauterne », porte-arquebuse personnel du roi. Le nouveau venu dispose de moyens étendus. Une semaine après son arrivée, Jean et Antoine Chastel envoient trois gardes-chasse royaux s'embourber dans des marais proches de La Besseyre et se moquent ouvertement d'eux. Les Chastel sont emprisonnés, le curé du Malzieu et Lafont convoqués au château du Besset où loge Beauterne. Le prêtre explique que s'il faut passer outre d'anciennes superstitions comme celle du loup-garou, par contre on doit prendre au sérieux les meneurs de loups. Selon les paysans, Antoine Chastel serait l'un d'eux et entretiendrait avec la Bête une relation obscure...
Tout d'abord confiant, le porte-arquebuse affirme ne poursuivre qu'un loup sanguinaire ayant pris goût à la chair humaine, où il puise sa force inhabituelle. Mais il se sent vite aussi impuissant que ses prédécesseurs. Il veut malgré tout « en finir par n'importe quel moyen » car « on ne se moque pas ainsi des chasseurs du roi ». Le 21 septembre 1765, il tue un grand loup dans les bois de l'abbaye royale des Chazes, en Auvergne. Officiellement, on a mis un terme aux malheurs. Persuadé que le cauchemar a pris fin, Lafont regagne Mende. Toutefois les paysans se montrent sceptiques et subodorent même une imposture : jamais la Bête n'avait franchi l'Allier... De fait, le carnage reprend  quelques semaines plus tard et se poursuit pendant plus d'un an et demi. Les habitants sont abandonnés à leur sort. La Bête aurait fait près de 200 morts.

### La Mort de la Bête - Le mystère demeure
Le 16 mai 1767, une enfant de 12 ans vivant à La Besseyre allonge la liste des victimes. Jean Chastel connaissait bien Marie Denty, qui venait souvent jouer avec lui. Sa mort cruelle le bouleverse. Si elle pouvait être la dernière !... Le 19 juin 1767, embusqué dans les bois de la Ténazière, il lit des litanies de la Vierge. La Bête surgit - on dit qu'elle aurait attendu qu'il ferme son livre et range ses lunettes. Il l'abat d'une des trois balles qu'il a fondues avec des médailles de la mère de Dieu et fait bénir par le curé du Malzieu. Devant le cadavre, il affirme : « Bête, tu n'en mangeras plus ! ». Les attaques cesseront définitivement.
Jean Chastel entreprend d'apporter la dépouille au souverain et au grand savant Buffon. Mais la chaleur accablante décompose la carcasse, qu'on doit enterrer dès son arrivée à Versailles. Finalement, on ne saura jamais quelle créature était la Bête du Gévaudan.

## Débat
Le téléfilm est suivi d'un débat animé par Michel Subiela, réunissant Georges-Henri Rivière (muséologue), Francis Lacassin (journaliste et écrivain, auteur d'études sur la sorcellerie),  Francis Peter (sous-directeur du Muséum national d'Histoire naturelle), Monsieur de Saint-Aubin (spécialiste de la chasse) et Madame Seguin (archiviste de la Lozère).

## Une histoire vraie
Cette évocation dramatique d'Yves-André Hubert relate l'histoire de la Bête du Gévaudan. À la fin du règne de Louis XV, entre les étés 1764 et 1767, elle tua une centaine de femmes et d'enfants dans l'actuel département de la Lozère. On parla d'une hyène, d'un loup-garou, voire d'un fléau suscité par Dieu pour punir la population de ses péchés. Les chasseurs envoyés par le pouvoir royal échouèrent à tuer la Bête. Elle fut abattue le 19 juin 1767 par un paysan qu'on disait plus ou moins sorcier, Jean Chastel. Dès lors, on ne rapporta plus aucune agression.
Inspiré de centaines de documents d'archives, le téléfilm se veut fidèle à l'Histoire. Il s'efforce  « de présenter les événements et les personnages sans romanesque ni complaisance ». Les protagonistes apparaissent dans l'ordre chronologique :
- Étienne Lafont (Marvejols 1719 - Mende 1779), syndic du diocèse de Mende, subdélégué de l'intendant du Languedoc pour le Gévaudan ;
- Jean-Baptiste Louis François Boulanger dit Duhamel (Amiens 1732 - après 1788), capitaine de dragons ;
- Jean-Antoine (dit « Antoine ») Chastel (La Besseyre-Saint-Mary 1745-1823) ;
- Jacques Portefaix (Chanaleilles 1752 - Franconville 1785) ;
- Louis Phélypeaux de Saint-Florentin (Paris 1705-1777), secrétaire d'État à la Maison du roi ;
- Jean-Charles Marc Antoine de Vaumesle Denneval (Vimoutiers 1702-1769), grand louvetier de Normandie ;
- François Antoine (Paris (?) vers 1695 - Dax 1771), appelé à tort « de Beauterne », porte-arquebuse et lieutenant général des chasses de Louis XV ;
- Jean Chastel (La Besseyre-Saint-Mary 1708-1789).

À l'époque de la diffusion, de nombreuses théories circulent déjà sur la Bête du Gévaudan. Ne prenant parti pour aucune d'elles, le film suggère toutefois la probabilité d'une intervention humaine. Il laisse aussi entendre la mise en scène organisée par François Antoine à l'abbaye des Chazes et souligne le rôle plus que trouble des Chastel.
Il évoque les faits à travers une galerie de personnages aux réactions diverses :
- souvent dépassés par les événements (le curé, Lafont, Duhamel, Denneval) ;
- effrayés mais en colère (les paysans) ;
- résignés (la grand-mère) ;
- courageux (le jeune Portefaix) ;
- rusés jusqu'au mensonge, voire opportunistes (François Antoine)...

Les attaques sont filmées en caméra subjective, l'animal n'apparaissant qu'à une seule reprise et très furtivement, lorsqu'il franchit la Truyère (minute 36). 
L'absence de couleurs (les émissions de l'ORTF sont alors diffusées en noir et blanc), la lenteur de l'action, les éclairages étudiés et la musique lancinante créent une ambiance pesante des plus suggestives, qui restitue la terreur que connaissait alors le Gévaudan. La présence d'acteurs-phares de la télévision et du théâtre, familiers aux spectateurs des années 1960, accentue la vraisemblance du scénario : Georges Chamarat ; René Dary, qui a tenu les Français en haleine deux ans et demi plus tôt dans   Belphégor ; André Falcon ; Pierre Hatet ; Armand Meffre ; Maria Meriko, abonnée aux rôles graves avec sa voix profonde si caractéristique ; Charles Moulin, qui incarne des personnages durs tel, deux ans plus tard, l'odieux Laborie de Jacquou le Croquant ; Guy Tréjan ;  André Valmy...
En 2002, près de 35 ans après sa diffusion, le téléfilm est inclus dans le coffret de 4 DVD du film de Christophe Gans Le Pacte des loups. Dans une interview, Michel Subiela revient sur le succès de l'émission Le Tribunal de l'impossible.

## Critique
Malgré le soin apporté à une réalisation soucieuse d'authenticité, quelques inexactitudes ou invraisemblances ponctuent le film :
- le « mandement de l'évêque de Mende » fut publié le 31 décembre 1764. Il ne put donc être lu en chaire à la messe de minuit du Noël précédent (minutes 27 et 28) ;
- la grand-mère déclare au curé du Malzieu : « c'est un beau Monsieur de Paris, votre évêque ! Il n'est venu ici que pour changer nos habitudes... La liturgie parisienne, qu'est-ce qu'on en a à faire en Gévaudan ? Nous avions nos saints, nos cérémonies et nos églises et le Bon Dieu les aimait comme ils étaient. Maintenant il ne s'y reconnaît plus, voilà pourquoi il nous a abandonnés » (minute 29). Ces propos comportent une erreur historique et frôlent l'anachronisme. Gabriel-Florent de Choiseul-Beaupré exerce comme évêque de Mende depuis l'automne 1723, soit plus de 40 ans : il ne débarque donc pas de la capitale, où il n'a par ailleurs jamais vécu. Certes, il vient d'imposer dans son diocèse, en 1763, l'usage du bréviaire de Paris. Inspiré d’un rigorisme janséniste qui vise à recentrer la ferveur populaire sur l'adoration de Dieu pour lutter contre les superstitions, ce recueil de prières expurgé a réduit les fêtes de saints[3]. Mais la population locale ne semble pas s'en être particulièrement offusquée. Les paroles de la grand-mère reflètent bien davantage la durable perplexité de maints catholiques pratiquants des années 1960, désorientés par les changements liturgiques du concile Vatican II clos deux ans avant le tournage. Aucun bouleversement analogue ne marqua le pontificat de Clément XIII (1758-1769), troublé par la question jésuite (l'ordre sera supprimé par son successeur) ;
- le nom du village de La Besseyre-Saint-Mary est altéré en « La Bessière » (minute 30 ; 1 heure 05) et même « La Bessière Sainte-Marie » (1 heure 04 ; 1 heure 30) ;
- de même, le lieudit La Ténazeyre où se terre le fils Chastel est écorché en Ténazière (minute 34) ;
- accompagnée de sa servante, la cousine de Marie Châteauneuf, qui rencontre Antoine Chastel le long d'un bois en conduisant sa charrette, porte un costume féminin mais présente un visage d'homme ayant barbe et moustache (minute 33). Est-ce l'un des paysans travestis par Dumamel, qui n'aurait dû apparaître qu'à la séquence suivante (minute 39) ?
- le même vase précieux en porcelaine de Chine apparaît sur un guéridon, dans l'antichambre du bureau de Saint-Florentin à Versailles (minute 44) puis sur une  cheminée du château du Besset en Gévaudan, où loge François Antoine (1 heure 06 à 10) ;
- en quittant Denneval, le jeune Portefaix oublie sur la table son bâton ferré d'une pique, arme défensive alors indispensable à un berger (minute 47).
- le porte-arquebuse de Louis XV est nommé à tort par le récitant « Antoine (ou « d'Antoine ») de Beauterne » alors que son nom de famille est « Antoine », le patronyme « de Beauterne » n'ayant été utilisé que par son fils (1 heure 15) ;

Par ailleurs, on peut regretter qu'ait été écarté du scénario le combat héroïque contre la Bête de :
- Jeanne Jouve le 14 mars 1765 à Saint-Alban, pour sauver ses trois plus jeunes enfants, dont l'un succombera à ses blessures ;
- Marie-Jeanne Vallet, surnommée « la Pucelle du Gévaudan », le 11 août 1765 à Paulhac.

## Fiche technique
- Réalisation : Yves-André Hubert
- Musique : Yves Baudrier
- Collaboration artistique : André Champeaux[4]
- Directeur de la photo :  Nicolas Hayer
- Décors : Pierre Peytavi[5], Christian Hourriez[6], JP. Fischeffer
- Costumes : Monique Dunan[7], Catherine Rebeyrol[8]
- Ensemblier : Jean-Claude Josquin[9]
- Ingénieurs du son : Jean-Claude Dumoulin[10], Édouard Hoffmann[11]
- Ingénieur de la vision : Pierre Vanschelle[12]
- Cadreurs : Louis Chrétien, François Granier, Claude Beaugé[13], Pierre Disbeaux[14], Philippe Dumolard[15], Marcel Moulinard[16]
- Montage : Germaine Cohen[17], Hervé Baslé, Micheline Frelon
- Mixage : Gérard Bockenmeyer[18]
- Illustration sonore : Dominique Paladilhe
- Maquillage : Estelle Barouh
- Chef de production : Bernard Zimmermann
- Script : Dagmar Bolin[19]
- Assistants réalisateurs : Michel Berthier[20], Michel Benoist[21]
- Sociétés de production : ORTF
- Pays :  France
- Durée : 90 minutes
- Année de production : 1967
- Date de diffusion : 3 octobre 1967

## Distribution (par ordre d'apparition)
- Jean Violette : Châteauneuf
- Marcel Champel[22] : Brégou
- Bernadette Lange : Marie (femme de Châteauneuf)
- Maria Meriko : la grand-mère (mère de Marie)
- René Dary : le curé du Malzieu
- Sylvia Declercq : Madeleine (fille de Garret)
- Robert Blome : 1er paysan
- Marc Fraiseau[23] : 2e paysan
- Claude Richard : Garret
- Yvon Sarray : Auric, consul du Malzieu
- Martin Trévières : Grassat
- André Valmy : Lafont
- Pierre Hatet : Duhamel
- Jeanne Hardeyn : une paysanne
- Christian Van Cau[24] : Antoine Chastel
- Philippe Normand : Jacques Portefaix
- Gaston Guez[25] : Panafieu
- Gérard Rouzier[26] : Verrier
- Martine Delaunay[27] : Jeanne
- Georges Chamarat : Denneval
- André Falcon : Saint-Florentin
- Marius Balbinot : le crieur
- Charles Armand Jouannest[28] : l'aide de camp
- Jean-Pierre Elga[29] : 1er chasseur
- Alain Walker[30] : 2e chasseur
- Lucien Camiret : Bouqui
- Guy Tréjan : François Antoine (appelé à tort « d'Antoine de Beauterne »)
- Charles Moulin : Jean Chastel
- Patrick Préjean : Pélissier
- Armand Meffre : le fermier du château du Besset